# مزلونه
مزلونه به معنای «نیمه ماه» نوعی ماکارونی پر شده است که در تیرول جنوبی و مناطق همسایه‌ای که به زبان آلمانی صحبت می‌کنند، به عنوان شلوتسکراپفن شناخته می‌شود. همچنین در مناطق زبان لادین به عنوان کرافتسین یا کاجینچی معروف است. این پاستا به شکل نیم‌دایره‌ای بوده و مشابه راویولی یا پیروگی است. خمیر مزلونه معمولاً از آرد سفید یا آرد جو دوسر، سمولینای دوروم، مخلوط با تخم‌مرغ و روغن زیتون تهیه می‌شود. پرکننده‌های رایج شامل پنیرهایی نظیر ریکوتا، کوارک، موزارلا یا بی‌تو، اسفناج و قارچ‌هایی مانند پورتوبلو، چانترل و شامپینون هستند. همچنین دستورهای غذایی با پرکننده‌هایی از سیب‌زمینی، گوشت، چغندر قرمز یا کلم ترش نیز وجود دارد. این غذا ممکن است با سس قارچ یا پستو، با سوسیس، با غذاهای دریایی و/یا با گوجه‌فرنگی گیلاسی سرو شود.